# Namibische Cricket-Nationalmannschaft
Die namibische Cricket-Nationalmannschaft, deren Spieler auch unter dem Spitznamen Eagles bekannt sind, vertritt Namibia auf internationaler Ebene in der Sportart Cricket. Das Team wird von Cricket Namibia geleitet und ist seit 1992 assoziiertes Mitglied im International Cricket Council. Damit gehört es zur zweiten Reihe der Nationalmannschaften und gilt, zusammen mit Kenia und Uganda, traditionellerweise als eine der stärksten Nationalmannschaften Afrikas hinter den Vollmitgliedern Südafrika und Simbabwe. Das namibische Cricket geht zurück auf die südafrikanische Besetzung des damaligen Südwestafrikas und ist seitdem stark vom südlichen Nachbarn beeinflusst worden. Namibia verfügt seit 2019, wie alle ICC-Mitglieder, über vollen T20I-Status. Die größten Erfolge der Mannschaft waren die Teilnahme am Cricket World Cup 2003 in Südafrika und der 2. Platz beim ICC Intercontinental Cup 2007/08 sowie der Sieg in der ICC World Cricket League Division 2. Im Oktober 2019 konnte sich die namibische Nationalmannschaft im Rahmen des ICC Men’s T20 World Cup Qualifier 2019 für den T20 World Cup 2021 qualifizieren, wo sie mit dem Einzug in die Super 12 ihr bisher bestes Abschneiden bei einem Turnier erreichte. Dabei qualifizierte sie sich automatisch für den T20 World Cup 2022.

## Geschichte

### Vor der Unabhängigkeit (1909–1989)
Das erste dokumentierte Cricketspiel fand 1909 in Windhoek statt, als Namibia noch eine deutsche Kolonie war. Mit der südafrikanischen Machtübernahme während des Ersten Weltkrieges begann die Verbreitung des Sports im heutigen Namibia. Das erste offizielle Cricketspiel fand 1915 zwischen einer Mannschaft aus südafrikanischen Soldaten und einer lokalen Gruppe aus Otjiwarongo statt. Mit der Besetzung Namibias durch Südafrika (anfangs noch als Völkerbundmandat) begann sich Cricket auf professioneller Ebene zu entwickeln. Gegen 1930 erfolgte die Gründung der South West Africa Cricket Union (SWACU), die mit der Organisation von Spielen anfing. 1958 wurden die ersten internationalen Spiele gegen Südafrika organisiert. Ab 1961/62 nahm Südwestafrika an den südafrikanischen Meisterschaften teil. Zwischen 1962 und 1989 bestritt das südwestafrikanische Team 130 Spiele gegen die südafrikanischen Provinzmannschaften, von denen es 31 gewann.
Nachdem Südafrika 1961 das Commonwealth of Nations verlassen hatte, begann es Südwestafrika als integralen Bestandteil seines Staatsgebiets zu betrachten. Die Vereinten Nationen entzogen Südafrika das Mandat, was die Regierung jedoch ignorierte. Mit der faktischen Annexion führte sie die rassistischen Apartheid-Gesetze, die eine strikte Trennung der südafrikanischen Bevölkerungsgruppen in „Weiße“ und „Nichtweiße“ gesetzlich verankerte, auch in Südwestafrika ein. Dadurch wurden „Nichtweiße“ vom Sportgeschehen weitgehend ausgeschlossen. Ein Jahr zuvor hatte die People’s Liberation Army of Namibia, ein bewaffneter Flügel der SWAPO, den Namibischen Befreiungskampf begonnen. Südwestafrikanische Rebellen hießen den Boykott des Apartheidregimes willkommen und unterstützten ausdrücklich Protestbewegungen in anderen Ländern. Die Unterzeichnung der Gleneagles-Vereinbarung durch 33 Commonwealth-Mitgliedstaaten am 15. Juni 1977 verschärfte die sportliche Isolierung Südafrikas weiter. Sie sah die systematische Abkopplung des Landes von der Sportwelt des Commonwealth vor, um auf diese Weise gegen die Apartheidpolitik vorzugehen. Die Vereinbarung enthielt auch Sanktionsmöglichkeiten für Mitglieder, die sich gegen diese Vereinbarung verhalten würden und das Abkommen sprach sich für den Ausschluss nachweislich rassistisch orientierter Vereinigungen im internationalen Sportgeschehen aus. Da Namibia zu dem Zeitpunkt faktisch als fünfte Provinz Südafrika verwaltet wurde, galt dies gleichermaßen für das örtliche Cricket. Im Januar 1989 absolvierte Südwestafrika seine letzte heimische Saison in Südafrika. Im April begann die PLAN ihren letzten bewaffneten Aufstand und die South West Africa Cricket Union brach ihre Verbindungen zum South African Cricket Board (SACB) ab.
1989 erfolgte die offizielle Gründung des Namibia Cricket Board. Im November 1989 absolvierte eine namibische Mannschaft in Botswana ihre ersten internationalen Spiele, obschon der Verband erst 1992 in den International Cricket Council (ICC) aufgenommen wurde.

### Nach der Unabhängigkeit (1990–1999)
Am namibischen Unabhängigkeitstag, dem 21. März 1990, und an den darauf folgenden Tagen spielte Gloucestershire gegen die erste Nationalmannschaft Namibias, aus denen der Gastgeber dreimal als Sieger hervorging. Namibia gewann auch die folgenden Spiele gegen die Niederlande im April. Vor der Gründung des Kontinentalverbandes Africa Cricket Association wurde nach zwei Schultouren zwischen Namibia und Botswana 1989 und 1990 die SCSA Zone VI Cricket Federation gegründet. Im September 1991 fand in Windhoek das erste ACA-Turnier statt, an dem neben dem Gastgeber auch Botswana, Lesotho, Malawi, Sambia und der Oxford University Cricket Club teilnahmen.
Die Nationalmannschaft konnte sich nicht für den Cricket World Cup 1992 qualifizieren, da das Land erst kurz vor der ICC Trophy 1990 unabhängig geworden war. 1994 absolvierte Namibia seine ersten vom ICC anerkannten Spiele bei internationalen Turnieren. Bei der ersten Teilnahme an einem Turnier, der ICC Trophy 1994 in Kenia, gewann Namibia seine erste Trophäe, die Philip Snow Plate. Mit dem dritten Gruppenplatz verpasste es jedoch die Qualifikation für den Cricket World Cup 1996. Drei Jahre später enttäuschte die namibische Mannschaft bei der ICC Trophy 1997 in Malaysia und konnte deswegen nicht am Cricket World Cup 1999 teilnehmen.

### Erste Teilnahme am Cricket World Cup (2003)

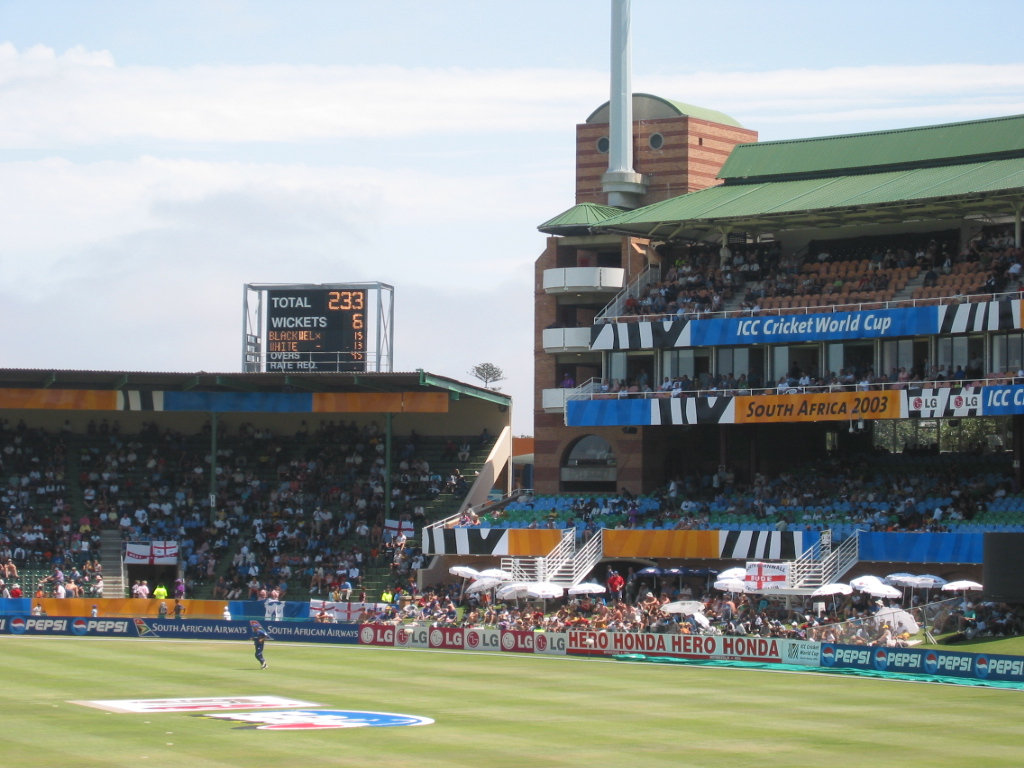
Namibia gegen England beim Cricket World Cup 2003

Namibias Weg zum Cricket World Cup 2003 begann bei der ICC Trophy 2001 in Kanada. Die Mannschaft erreichte das Finale in Toronto, unterlag jedoch den Niederlanden; dies war ausreichend, um sich für das Turnier zu qualifizieren. Im April 2002 war Namibia Gastgeber der Six Nations Challenge und schloss dieses Turnier auf dem vierten Platz ab. Der Africa Cup im September verlief für Namibia enttäuschend, das in seiner Gruppe lediglich Tansania besiegen konnte und letztlich den vierten Platz belegte. Wenige Wochen später verlor Namibia vier Spiele gegen eine zweite simbabwische Auswahl. Die auf die Simbabwe-Tour folgende Tour nach Kenia verlief hingegen deutlich besser, als Namibia Kenia in der ODI-Serie von vier Spielen bezwang. Danach nahm Namibia in der höchsten Liga des südafrikanischen Crickets, dem Standard Bank Cup, teil, verlor jedoch alle seine fünf Spiele. Im Januar 2003 unterlag Namibia in der Serie von fünf ODIs gegen Bangladesch mit 1–4.
In seinem ersten Spiel beim Cricket World Cup am 10. Februar 2003 in Harare unterlag Namibia dem Co-Gastgeber Simbabwe mit 86 Runs; es war dies das erste ODI für Namibia gewesen. Namibia verlor auch seine in Südafrika ausgetragenen Spiele gegen Pakistan (mit 171 Runs), und gegen England (mit 55 Runs). Namibia konnte in diesem Spiel gut mithalten, nicht zuletzt dank Jan-Berrie Burger, der als „Man of the Match“ für sein Innings mit 85 Runs ausgezeichnet wurde und seinem Team beinahe einen Überraschungssieg bescherte. Danach unterlag es Indien (mit 181 Runs) und dem späteren Weltmeister Australien (mit 256 Runs), damals das höchste ODI-Ergebnis, das beim Cricket World Cup 2007 von Indien gegen Bermuda mit 257 Runs überboten wurde. Das Turnier endete für Namibia mit einer Niederlage von 64 Runs gegen den Mitqualifikanten Niederlande. Im Spiel gegen England war Rudie van Vuuren der erste namibische Cricketspieler, der fünf Wickets in einem ODI nahm. Als er auch mit der namibischen Rugby-Union-Nationalmannschaft an der Weltmeisterschaft 2003 in Australien teilnahm, wurde er der erste Sportler, der in demselben Jahr in zwei verschiedenen Sportarten bei Weltmeisterschaften auflief. Nach dem Cricket World Cup ging das Interesse am Cricket in Namibia jedoch merklich zurück und er galt für die folgenden 18 Jahre als „sterbender Sport“.

### Nach dem Cricket World Cup (2003–2005)
Im August 2003 gewann Namibia die One-Day-Serie gegen die zweite Mannschaft Simbabwes mit 2–1, verlor jedoch beide Dreitagesspiele. Beim Gegenbesuch im darauf folgenden Januar gewann Namibia die Serie von fünf ODIs mit 4–1; ebenso gewann es ein Spiel gegen die U-19-Mannschaft Simbabwes. Im Februar gewann Bangladesch die Serie von drei ODIs in Namibia, während das Dreitagesspiel im Remis endete. Danach nahm Namibia an der Six Nations Challenge 2004 in den Vereinigten Arabischen Emiraten teil. Namibia beendete das Turnier nach Net Run Rate auf dem dritten Platz, nachdem es gegen Kanada, die Niederlande und die Vereinigten Arabischen Emirate gewonnen hatte, jedoch Schottland und den Vereinigten Staaten unterlegen war. Im Rahmen des Intercontinental Cup 2004 bestritt Namibia zwei Spiele gegen Kenia und Uganda, verlor jedoch beide. Zwischen diesen beiden Spielen gewannen die Namibier ein Turnier afrikanischer Nationen in Sambia. Im selben Jahr nahmen sie an Simbabwes nationaler ODI-Meisterschaft teil und beendeten das Turnier auf dem zweiten Platz. Während das Team in Simbabwe verweilte, gewann esn auch zwei Spiele gegen die Nationalmannschaft. Darauf folgte der Besuch Englands in Namibia für zwei Spiele, die die Gäste gewannen.
Im Frühjahr 2005 unterlag die zweite Mannschaft Simbabwes Namibia in beiden ODIs. Im April gewann die zweite Mannschaft Pakistans alle drei ODIs gegen Namibia, während das Dreitagesspiel im Remis endete. Darauf folgten zwei Heimspiele während des Intercontinental Cup 2005. Obschon es in der Gruppenphase unbesiegt blieb, mit einem Sieg gegen Uganda und einem Remis gegen Kenia, gelang es nicht, das Halbfinale zu erreichen. Anschließend nahm das Team an der ICC Trophy 2005 in Irland teil. Namibia beendete das Turnier auf dem siebten Platz, nachdem es gelungen war, Dänemark im Platzierungsspiel zu besiegen. Zurück in Namibia empfingen sie Ende Juli Neuseeland, verlor jedoch beide Spiele, eines davon mit nur 29 Runs, nachdem sie ein Ergebnis von 330/6 zugelassen hatte. Im Oktober desselben Jahres waren die Namibier Gastgeber des Halbfinales beim Intercontinental Cup, obschon sie sich selbst nicht qualifizierten. Während das Finale ausgetragen wurde, spielte die Mannschaft nach ihrem Ausscheiden zwei ODIs in Bermuda, die sie beide gewann. Umstrittene Vorfälle überschatteten die Serie, als die Mannschaft Bermudas den Namibiern rassistische Beleidigungen vorwarf und während des zweiten Spieles das Spielfeld verließ, als mehrere Bouncer gegen die Lower order Batter gespielt wurden. Das Namibia Cricket Board wies die Rassismusvorwürfe zurück.

### Weitere Entwicklung (2006–2017)
Im März 2006 empfing Namibia Nepal für ein Qualifizierungsspiel für den achten und letzten Platz in der Gruppenphase des Intercontinental Cup 2006. Das Spiel endete unentschieden, Namibia gelang dennoch die Qualifikation, da es in ersten Innings einen Vorsprung erzielt hatte. In der Gruppenphase im Mai unterlag die Mannschaft jedoch Schottland in Aberdeen mit einem Innings, bevor sie in Dublin Irland mit fünf Wickets unterlag. Während der südafrikanischen Cricket-Saison 2006/07 nahm Namibia an der zweiten Ebene des First-Class- und List A Cricket, der South African Airways Challenge, teil. Namibia erreichte in seiner Dreitagesspiel-Gruppe den zweiten Platz; hinzu kam der dritte Platz im ODI-Turnier, wobei es bei einem Sieg mehr das Halbfinale erreicht hätte. Zwischen den Spielen in diesen Turnieren bestritt die Mannschaft ihr drittes und letztes Spiel beim Intercontinental Cup 2006 gegen die Vereinigten Arabischen Emirate und gewann es mit einem Innings. Am 1. April 2007 erfolgte die Integration in das ICC High Performance Program. Namibia gelang es nicht, sich für den Cricket World Cup 2007 zu qualifizieren.
Im November und Dezember 2007 war Namibia Gastgeber der Division Two im Rahmen der World Cricket League, wo es auf Argentinien, Dänemark, Oman, die Vereinigten Arabischen Emirate und Uganda traf. Obschon die Namibier drei ihrer fünf Gruppenspiele gewannen, verpassten sie das Finale. Sie bezwangen schließlich Dänemark im Spiel um den dritten Platz. Als einer der besten vier während dieses Turnieres erreichten sie die Cricket World Cup Qualifier 2009, der letzten Qualifizierungsrunde zum Cricket World Cup 2011, die Qualifikation für die Endrunde gelang jedoch nicht. Zwischen Oktober 2007 und Februar 2008 nahm Namibia wieder an der zweiten Ebene des südafrikanischen ODI-Turnieres teil. Namibia bestritt im Oktober 2007 im Rahmen des Intercontinental Cup 2007–08 ein Spiel gegen Kanada; die anderen Spiele gegen Bermuda, Irland, Kenia, die Niederlande, Schottland und die Vereinigten Arabischen Emiraten fanden 2008 statt.
Namibia gewann die Intercontinental Shield 2009–10, nachdem es die Vereinigten Arabischen Emirate in Dubai mit sechs Wickets besiegt hatte. 2011 nahmen die Namibier an der Division Two der World Cricket League teil und beendeten dieses Turnier hinter den Vereinigten Arabischen Emiraten auf dem zweiten Platz. Im Juli 2011 nahm Namibia an der ICC Twenty20 World Cricket League Africa Division One in Uganda teil und gewann alle acht Gruppenspiele, worauf es im Finale dem Gastgeber mit sechs Wickets unterlag. Während des Turnieres erzielte der All-rounder Louis van der Westhuizen 16 Boundaries in einem Innings von 159 Runs ohne den Verlust seines Wickets; Namibia erzielte in dem Spiel gegen Kenia schließlich ein Ergebnis von 262/1. Beim Cricket World Cup Qualifier 2014 scheiterte Namibia an der Qualifikation für den Cricket World Cup 2015. Im Januar 2015 waren die Namibier Gastgeber der Division Two und erreichte das Finale, unterlagen jedoch gegen die Niederlande mit acht Wickets. Damit erreichten sie die World Cricket League Championship 2015–17, die sie jedoch auf dem letzten Tabellenplatz abschlossen und wieder in die Division Two abstiegen.

### „Goldene Generation“ (seit 2017)

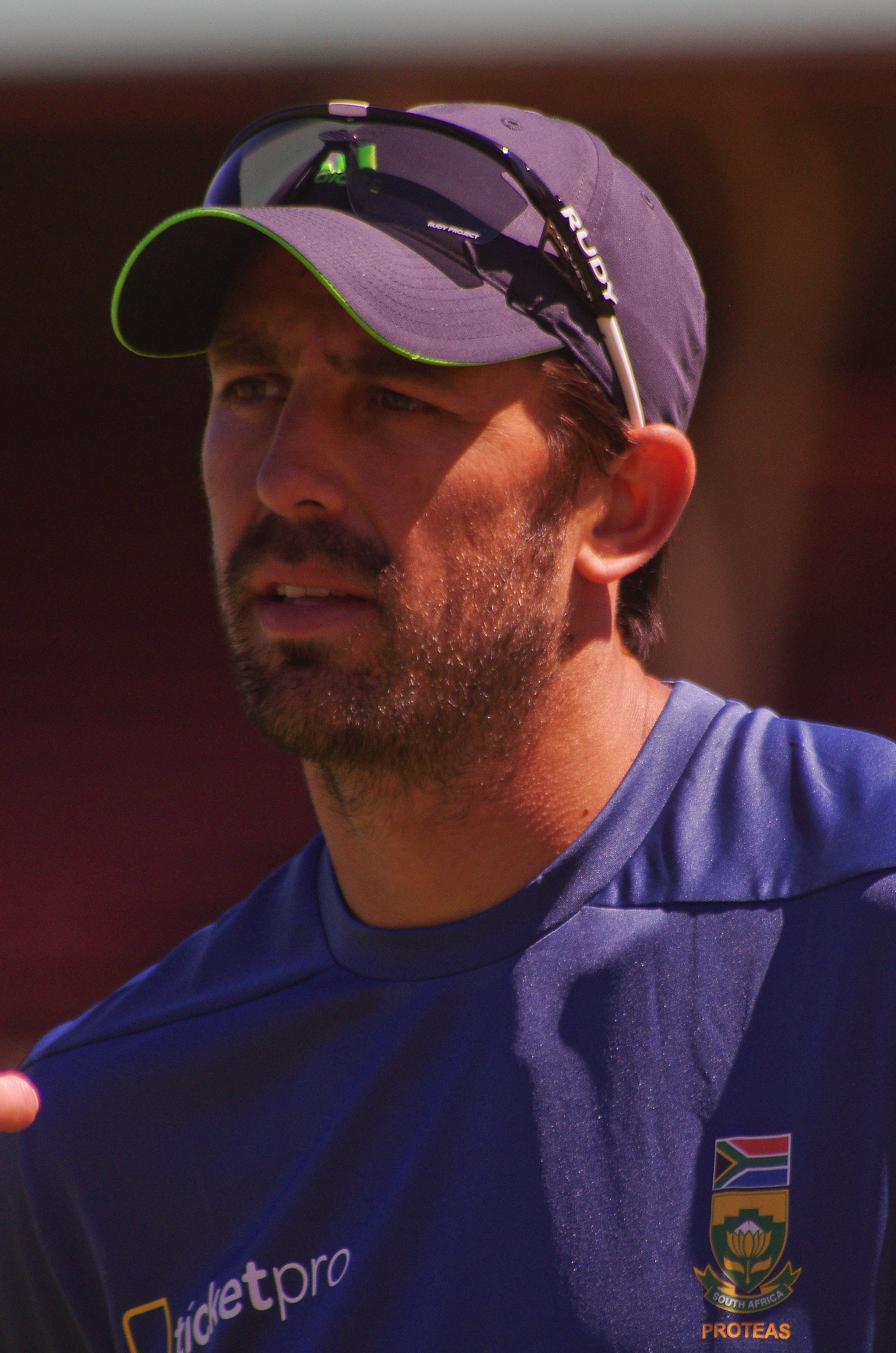
Der All-rounder David Wiese spielte von 2013 bis 2016 für Südafrika und seit 2021 für Namibia. Beim T20 World Cup 2021 half er seiner Mannschaft dabei, die Super 12 zu erreichen

Im Dezember 2017 erreichte Namibia erstmals das Finale des südafrikanischen ODI-Turnieres. Im Februar 2018 war Namibia Gastgeber der Division Two der World Cricket League und traf auf Kenia, die Vereinigten Arabischen Emirate, Nepal, Kanada und Oman. Namibia erreichte jedoch nur das Spiel um den dritten Platz, in dem es Kanada unterlag und so an der Qualifikation für den Cricket World Cup 2019 scheiterte. Während der ICC World Cricket League Division Two 2019 gelang die Qualifikation für den T20 World Cup 2021 und der Cricket World Cup League 2 2019–2023, der Vorqualifikation zum Cricket World Cup 2023, womit es sich gleichzeitig den ODI-Status sicherte. Nach der Erlangung des ODI-Status wurde die namibische Cricket-Nationalmannschaft im Juli 2020 mit den ICC Associate Member Men’s Performance of the Year Award im Rahmen der ICC’s Annual Development Awards für aufstrebende Cricketnationen ausgezeichnet. Mit der Zurückerlangung des ODI-Status und den damit verbundenen Erfolgen nahm das Interesse der Namibier am Cricket wieder merklich zu. Namibia gilt inzwischen als die zweitbeste Mannschaft Afrikas nach Südafrika und noch vor der Testnation Simbabwe.
Beim T20 World Cup 2021 in Oman und den Vereinigten Arabischen Emiraten nahm Namibia erstmals an diesem Turnierformat teil. Dort bezwang es in seinem ersten Vorrundenspiel die Niederlande und anschließend gelang ein Überraschungserfolg gegen das Vollmitglied Irland, womit es die zweite Runde der Super 12 erreichte. Es waren dies Namibias erste Siege bei einem World Cup und der Sieg gegen Irland war der erste gegen eine Testnation. Dort gelang jedoch nur ein Sieg gegen Schottland (der erste in der zweiten Runde bei einem World Cup), während das Team in allen anderen Spielen gegen Afghanistan, Pakistan, Neuseeland und Indien unterlag, womit es aus dem Turnier ausschied. Trostpreis war die automatische Qualifikation für den T20 World Cup 2022 in Australien. Im November 2021 wurde Namibia zusammen mit Südafrika und Simbabwe zum Gastgeber des Cricket World Cup 2027 ernannt. Dabei werden erstmals Spiele bei einem Cricket World Cup in Namibia ausgetragen.
Im Mai 2022 gewannen sie mit einem Sieg gegen Simbabwe erstmals eine bilaterale Twenty20-Serie gegen ein Vollmitglied des ICC. Im Juni 2022 gewann die namibische Auswahl souverän eine inoffizielle ODI-Serie gegen Hongkong mit 3–0. Dabei gelang Lo-handre Louwrens im dritten Spiel ein Century. In der Vorrunde des T20 World Cup 2022 gewannen die Namibier das Eröffnungsspiel gegen Sri Lanka mit 55 Runs, nachdem sie diesen Gegner für 108 ausgebowlt hatten. Danach unterlagen sie jedoch den Niederlanden und den Vereinigten Arabischen Emiraten, womit sie aus dem Turnier ausschieden.
In der Cricket World Cup League 2 2019–2023 erzielte Namibia den vierten Platz und erreichte das Cricket World Cup Qualifier Play-off 2023. Diese wurde in Namibia ausgetragen und die Gastgeber schlossen dieses Turnier auf dem dritten Platz unter sechs Teilnehmern ab, womit sie die Cricket World Cup Qualifier 2023 für den Cricket World Cup 2023 verpassten. Trostpreis war das Erreichen der Cricket World Cup League 2 2023–2027 für den Cricket World Cup 2027. Während des Play-off erzielte Namibia am 29. März 2023 gegen Papua-Neuguinea mit 381/8 die meisten Runs eines assoziierten Mitgliedes in einem ODI bisher. Die Afrika-Qualifikation für den T20 World Cup 2024 gewannen die Namibier ungeschlagen, nachdem sie unter anderen das Vollmitglied Simbabwe besiegt hatten. Damit qualifizierten sie sich für ihr drittes aufeinander folgendes Turnier. Beim Hauptturnier gewann das Team gegen Oman (im Super Over), unterlag danach jedoch Schottland (mit fünf Wickets), Australien (mit neun Wickets) und England (mit 41 Runs). Nikolaas Davin sorgte dabei im Spiel gegen England für eine Überraschung, als er als erster Spieler überhaupt bei einer Weltmeisterschaft freiwillig vom Schlag zurücktrat.

## Organisation
Cricket Namibia wurde 1989 gegründet und vertritt das Land seit 1992 beim International Cricket Council (ICC) als assoziiertes Mitglied. Er ist verantwortlich für die Organisation des Cricket in Namibia. Der namibische Verband war außerdem im Jahr 1997 Gründungsmitglied des Kontinentalverbandes Africa Cricket Association (ACA).
Cricket Namibia stellt die Namibia vertretenden Cricket-Nationalmannschaften, einschließlich der für die Männer, Frauen und Jugend, zusammen. Der Verband ist außerdem für die Durchführung von ODI- und T20I-Serien gegen andere Nationalmannschaften sowie die Organisation von Heimspielen und -turnieren verantwortlich. Neben der Aufstellung des Teams kümmert er sich auch um den Kartenverkauf, die Gewinnung von Sponsoren und die Vermarktung der Medienrechte.
Kinder und Jugendliche werden bereits in der Schule an den Cricketsport herangeführt und je nach Interesse und Talent beginnt dann die Ausbildung. Wie andere Cricketnationen verfügt Namibia über eine U-19-Nationalmannschaft, die an der entsprechenden Weltmeisterschaft teilnimmt.

## Trikots, Logo und Spitzname

Logo von Cricket Namibia

Im ODI- und T20I-Cricket tragen namibische Spieler hellblaue Trikots mit dunkelblauen Ärmeln und einem roten Halskragen sowie dunkelblauen Hosen. Feldspieler tragen eine dunkelblaue Baseball-Kappe mit roten Farbakzenten oder einen dunkelblauen Sonnenhut. Die Helme der Batter sind ebenfalls dunkelblau gehalten. Bei offiziellen ICC-Turnieren erscheint das Logo des Sponsors auf dem rechten Ärmel und die Aufschrift NAMIBIA auf der Vorderseite des Trikots.
Das Logo von Cricket Namibia zeigt einen roten Cricketball vor zwei geschwungenen blauen Linien, während das Emblem der namibischen Cricket-Nationalmannschaft einen in Blau stilisierten Schreiseeadler mit dem Schriftzug NAMIBIA in Blau darüber zeigt.
Der Spitzname der namibischen Cricket-Nationalmannschaft lautet Eagles, abgeleitet vom Wappentier Namibias, dem Schreiseeadler. Seit 2022 ist Richelieu, eine Weinbrandmarke des südafrikanischen Großgetränkekonzerns Distell der Namenssponsor des Teams, weshalb die Mannschaft offiziell den Namen Richelieu Eagles trägt.

## Stadien
Die namibische Mannschaft nutzte bisher auf heimischen Boden fünf Stadien für die Austragung von Heimspielen. Wanderers Cricket Ground bei Wanderers in Windhoek gilt als faktisches Nationalstadion und war zumeist Austragungsort.
| Nr. | Stadion                               | Stadt      | Erstaustragung  |
| --- | ------------------------------------- | ---------- | --------------- |
| 1   | Wanderers Cricket Ground              | Windhoek   | 1990            |
| 2   | Centre for Cricket Development Ground | Windhoek   | 2001            |
| 3   | Affies Park                           | Windhoek   | 2014            |
| 4   | Sparta Cricket Club Ground            | Walvis Bay | 5. Januar 2019  |
| 5   | United Cricket Ground                 | Windhoek   | 19. August 2019 |

Für die Ausrichtung der ICC U19-Cricket-Weltmeisterschaft 2026 (gemeinsam mit Simbabwe) und die ODI-Cricket-Weltmeisterschaft 2027 (gemeinsam mit Simbabwe und Südafrika) ist der Bau eines Nationalstadions (National Cricket Stadium) in Windhoek-Olympia geplant.

## Spieler

### Spielerstatistiken
Insgesamt haben für Namibia 41 Spieler ODIs und 31 Spieler T20Is gespielt. Im Folgenden sind die Spieler aufgeführt, die für die namibische Mannschaft die meisten Runs und Wickets erzielt haben.

#### Runs
| ODI                    | ODI                  | ODI                  | ODI                  | T20I                 | T20I                 | T20I                 | T20I                 |
| Spieler                | Zeitraum             | ODIs                 | Runs                 | Spieler              | Zeitraum             | T20Is                | Runs                 |
| ---------------------- | -------------------- | -------------------- | -------------------- | -------------------- | -------------------- | -------------------- | -------------------- |
| Gerhard Erasmus        | 2019–heute           | 44                   | 1.678                | Gerhard Erasmus      | 2019–heute           | 61                   | 1.441                |
| Michael van Lingen     | 2021–heute           | 32                   | 0941                 | Nikolaas Davin       | 2019–heute           | 34                   | 0881                 |
| Jan Nicol Loftie-Eaton | 2021–heute           | 36                   | 0803                 | JJ Smit              | 2019–heute           | 51                   | 0848                 |
| JJ Smit                | 2019–heute           | 33                   | 0728                 | Craig Williams       | 2019–2022            | 35                   | 0805                 |
| Zane Green             | 2019–heute           | 37                   | 0711                 | Stephan Baard        | 2019–2022            | 28                   | 0714                 |
| Stand: 16. Juni 2024   | Stand: 16. Juni 2024 | Stand: 16. Juni 2024 | Stand: 16. Juni 2024 | Stand: 16. Juni 2024 | Stand: 16. Juni 2024 | Stand: 16. Juni 2024 | Stand: 16. Juni 2024 |

#### Wickets
| ODI                  | ODI                  | ODI                  | ODI                  | T20I                 | T20I                 | T20I                 | T20I                 |
| Spieler              | Zeitraum             | ODIs                 | Wickets              | Spieler              | Zeitraum             | T20Is                | Wickets              |
| -------------------- | -------------------- | -------------------- | -------------------- | -------------------- | -------------------- | -------------------- | -------------------- |
| Ruben Trumpelmann    | 2021–heute           | 38                   | 63                   | Bernard Scholtz      | 2019–heute           | 62                   | 67                   |
| Bernard Scholtz      | 2019–heute           | 45                   | 62                   | Jan Frylinck         | 2019–heute           | 61                   | 63                   |
| Tangeni Lungameni    | 2022–heute           | 24                   | 37                   | Gerhard Erasmus      | 2019–heute           | 61                   | 47                   |
| Jan Frylinck         | 2019–heute           | 32                   | 37                   | JJ Smit              | 2019–heute           | 51                   | 46                   |
| JJ Smit              | 2019–heute           | 33                   | 35                   | David Wiese          | 2021–heute           | 34                   | 35                   |
| Stand: 16. Juni 2024 | Stand: 16. Juni 2024 | Stand: 16. Juni 2024 | Stand: 16. Juni 2024 | Stand: 16. Juni 2024 | Stand: 16. Juni 2024 | Stand: 16. Juni 2024 | Stand: 16. Juni 2024 |

### Mannschaftskapitäne
Bisher haben insgesamt drei Spieler als Kapitän für Namibia bei einem ODI fungiert und fünf für ein T20I.
| ODI | ODI             | ODI        | T20I                   | T20I       |
| Nr. | Name            | Zeitraum   | Name                   | Zeitraum   |
| --- | --------------- | ---------- | ---------------------- | ---------- |
| 1   | Deon Kotzé      | 2003       | Stephan Baard          | 2019       |
| 2   | Gerhard Erasmus | 2019–heute | Gerhard Erasmus        | 2019–heute |
| 3   | JJ Smit         | 2021       | JJ Smit                | 2024       |
| 4   |                 |            | Jan Nicol Loftie-Eaton | 2024       |
| 5   |                 |            | Malan Kruger           | 2024       |

## Bilanz
Die Mannschaft hat die folgenden Bilanzen gegen die Vollmitglieder des ICC im ODI- und T20I-Cricket (Stand: 16. Juni 2024).
| Gegner      | ODIs | ODIs | ODIs | ODIs | ODIs | T20Is | T20Is | T20Is | T20Is | T20Is |
| Gegner      | Sp.  | S    | U    | N    | NR   | Sp.   | S     | U     | N     | NR    |
| ----------- | ---- | ---- | ---- | ---- | ---- | ----- | ----- | ----- | ----- | ----- |
| Afghanistan | 0    | 0    | 0    | 0    | 0    | 1     | 0     | 0     | 1     | 0     |
| Australien  | 1    | 0    | 0    | 1    | 0    | 1     | 0     | 0     | 1     | 0     |
| England     | 1    | 0    | 0    | 1    | 0    | 1     | 0     | 0     | 1     | 0     |
| Indien      | 1    | 0    | 0    | 1    | 0    | 1     | 0     | 0     | 1     | 0     |
| Irland      | 0    | 0    | 0    | 0    | 0    | 2     | 1     | 0     | 1     | 0     |
| Neuseeland  | 0    | 0    | 0    | 0    | 0    | 1     | 0     | 0     | 1     | 0     |
| Pakistan    | 1    | 0    | 0    | 1    | 0    | 1     | 0     | 0     | 1     | 0     |
| Simbabwe    | 1    | 0    | 0    | 1    | 0    | 11    | 7     | 0     | 4     | 0     |
| Sri Lanka   | 0    | 0    | 0    | 0    | 0    | 2     | 1     | 0     | 1     | 0     |

## Internationale Turniere

### Cricket World Cup
- 1975–1992: nicht startberechtigt (kein ICC-Mitglied)
- 1996: nicht qualifiziert (Qualifikation)
- 1999: nicht qualifiziert (Qualifikation)
- 2003: Vorrunde (Qualifikation)
- 2007: nicht qualifiziert (Qualifikation)
- 2011: nicht qualifiziert (Qualifikation)
- 2015: nicht qualifiziert (Qualifikation)
- 2019: nicht qualifiziert
- 2023: nicht qualifiziert (Qualifikation)
- 2027: laufende Qualifikation

### Champions Trophy
- 1998: nicht qualifiziert
- 2000: nicht qualifiziert
- 2002: nicht qualifiziert
- 2004: nicht qualifiziert
- 2006: nicht qualifiziert
- 2009: nicht qualifiziert
- 2013: nicht qualifiziert
- 2017: nicht qualifiziert
- 2025: nicht qualifiziert

### T20 World Cup
- 2007: nicht qualifiziert
- 2009: nicht qualifiziert
- 2010: nicht qualifiziert
- 2012: nicht qualifiziert (Qualifikation)
- 2014: nicht qualifiziert (Qualifikation)
- 2016: nicht qualifiziert (Qualifikation)
- 2021: Super 12 (Qualifikation)
- 2022: Vorrunde
- 2024: Vorrunde (Qualifikation)

### ICC Intercontinental Cup
- 2004: Vorrunde
- 2005: Vorrunde
- 2006: Vorrunde
- 2007–08: 2. Platz
- 2009–10: nicht qualifiziert
- 2011–13: Vorrunde
- 2015–17: Vorrunde

## Auszeichnungen
Die Nationalmannschaft gewann zahlreiche Auszeichnungen des International Cricket Council, unter anderem:
2009
- PEPSI-ICC Africa Development Regional Award
- Best Spirit of Cricket Initiative
- Best Overall Cricket Development Programme

2010
- PEPSI-ICC Africa Development Regional Award
- Best Spirit of Cricket Initiative
- Best Overall Cricket Development Programme
- Best Overall Cricket Promotion & Marketing Award

2020
- ICC’s Annual Development Awards
- ICC Associate Member Men’s Performance of the Year Award

2021
- ICC Development Initiative of the Year
- ICC Associate Member Men’s Performance of the Year Award

## Rekorde
Am 13. Juli 2011 hat die Namibische Cricket-Nationalmannschaft gegen die Kenianische Cricket-Nationalmannschaft zahlreiche inoffizielle Weltrekorde für T20I-Länderspiele aufgestellt, darunter die höchste Run-Zahl mit 262 Runs für ein Wicket. Louis van der Westhuizen erzielte die höchste individuelle Run-Zahl mit 159 Runs und mit 16 die höchste Anzahl an „Sechsern“ in einem Innings, sowie zusammen mit Sarel Burger die höchste gemeinschaftliche Run-Zahl (sogenannte partnership) mit 168* (not out) für das zweite Wicket. Obwohl das Spiel Teil eines offiziellen ICC-Turniers war (ICC Africa Region Division One Twenty20), sind diese Rekorde dennoch insofern inoffiziell, als das Spiel nicht den Status eines Twenty20 International Matches besitzt.

## Jugend
Die namibische U19-Cricket-Nationalmannschaft ist eine der erfolgreichsten auf dem afrikanischen Kontinent. Sie nahm bisher neun Mal an einer ICC U19-Cricket-Weltmeisterschaft teil. Sie gewann den „ICC Africa U19 CWCQ“ im September 2010 in Windhoek, qualifizierte sich für die Weltmeisterschaft 2012 und kam als bisher größter Erfolg 2016 ins Viertelfinale, nachdem unter anderem Titelverteidiger Südafrika besiegt wurde. Am Ende belegte die Mannschaft einen 7. Platz.
Namibia ist Co-Gastgeber der ICC U19-Cricket-Weltmeisterschaft 2026.